# Георги Търтов
Георги Търтов е български футболист, който играе като полузащитник и крило за Хебър (Пазарджик).

## Кариера

### Цска (София)
Изиграва само един мач за червените, който е срещу Дунав (Русе) на 31 май 2017 г.

### Литекс
На 14 юни 2017 г. се завръща в своя юношески клуб. За него изиграва 31 мача, в които вкарва 2 гола. Играе там до 2018 г.

### Хебър (Пазарджик)
Подписва с Хебър през 2021 г., когато клубът е още във Втора лига. През 2022 г. се завръща в Първа лига след 21 г. отсъствие. Той играе в първия мач за клуба, в който побеждават Ботев (Пловдив) с 1–0.